# الساندرو گیبلینی
الساندرو گیبلینی (انگلیسی: Alessandro Ghibellini؛ زادهٔ ۱۵ october ۱۹۴۷ (۷۷ سال)) ورزشکار واترپلو اهل ایتالیا است.
وی در مسابقات کشوری و بین‌المللی در مجموع برندهٔ ۱ مدال نقره شده‌است.